# Julian Hill

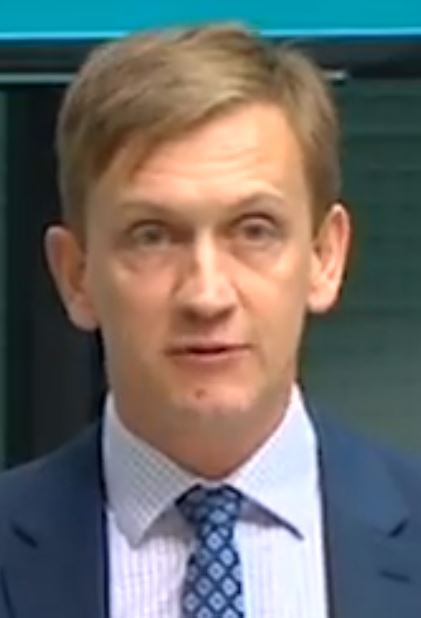
Julian Hill (2018)

Julian Hill (* 4. Juni 1973 in Melbourne) ist ein australischer Politiker der Australian Labor Party.

## Leben
Von 1985 bis 1990 besuchte er das Wesley College. Hill studierte an der Monash University Chemie und an der Deakin University Rechtswissenschaften. Er war von 1999 bis 2004 im Öffentlichen Dienst in Port Phillip City, Australien tätig. Seit Juli 2016 ist er als Abgeordneter im Australischen Repräsentantenhaus tätig.